# Red Hook Crit Milano
Il Red Hook Crit Milano è una corsa in linea maschile di ciclismo su strada, che si disputa a Milano,  ogni anno tra il mese di settembre e quello di ottobre, e fa parte del circuito Red Hook Crit.

## Percorso
La sede di partenza e di arrivo della competizione è posta nella località di Milano. Il percorso è composto interamente da strade sicure, talvolta piste, e in genere non presenta salite di lunghezza o pendenza rilevanti.

## Vincitori
La prima edizione fu vinta da Jonander Ortuondo; tra i vincitori si annoverano anche i biker (nonché ciclisti su strada) Colin Strickland ed Eduard Michael Grosu.

## Albo d'oro
Aggiornato all'edizione 2023.
| Anno | Vincitore      | Secondo            | Terzo           |
| ---- | -------------- | ------------------ | --------------- |
| 2016 | Stefan Schäfer | Emanuele Poli      | Aldo Ino Ilešič |
| 2017 | Ivan Cortina   | Alessandro Mariani | Filippo Fortin  |
| 2018 | Filippo Fortin | Jesús Herrada      | Michael Capati  |